# 切列帕諾沃
54°13′N 83°22′E / 54.217°N 83.367°E
切列帕諾沃（俄语：Черепа́ново）是俄羅斯新西伯利亞州東南部的一個城市，位於州府新西伯利亞東南109公里。2002年人口20,496人。
1912年建立。1925年設市。